# Verunechtung
Als Verunechtung bezeichnet man in der Diplomatik (Urkundenlehre) die nachträgliche Änderung einer echten Urkunde. Häufig wird auch der Begriff Interpolation gebraucht.
Verunechtungen geschehen z. B. durch Überschreibung radierter Stellen (Palimpsest) oder durch  Auslassung oder auch Zusätze (negative oder positive Interpolation). Von der Verunechtung einer Urkunde zu unterscheiden ist die Fälschung. Davon ist die Rede, wenn es sich um eine von vornherein unechte (d. h. nicht originale) Urkunde handelt. 
Verunechtungen von Urkunden waren bereits im Mittelalter häufig anzutreffen,  um politische oder wirtschaftliche Vorteile zu erzielen und damit Rechte und Besitzansprüche zu sichern. Bei der Aufdeckung von Verunechtungen spielen sowohl die inneren Merkmale wie Sprache, Formeln, Formular usw., als auch die äußeren Merkmale der Urkunden, wie Beschreibstoff, Format, Linierung, Raumaufteilung, Schrift usw. eine wesentliche Rolle. Auch unter Zuhilfenahme der Paläografie, der Chronologie und der Sphragistik können oft Verunechtungen nachgewiesen werden. Da auch Verunechtungen von Wappen vorgekommen sind, spielt auch die Heraldik beim Nachweis eine Rolle.